# St. Peter (Ermershausen)

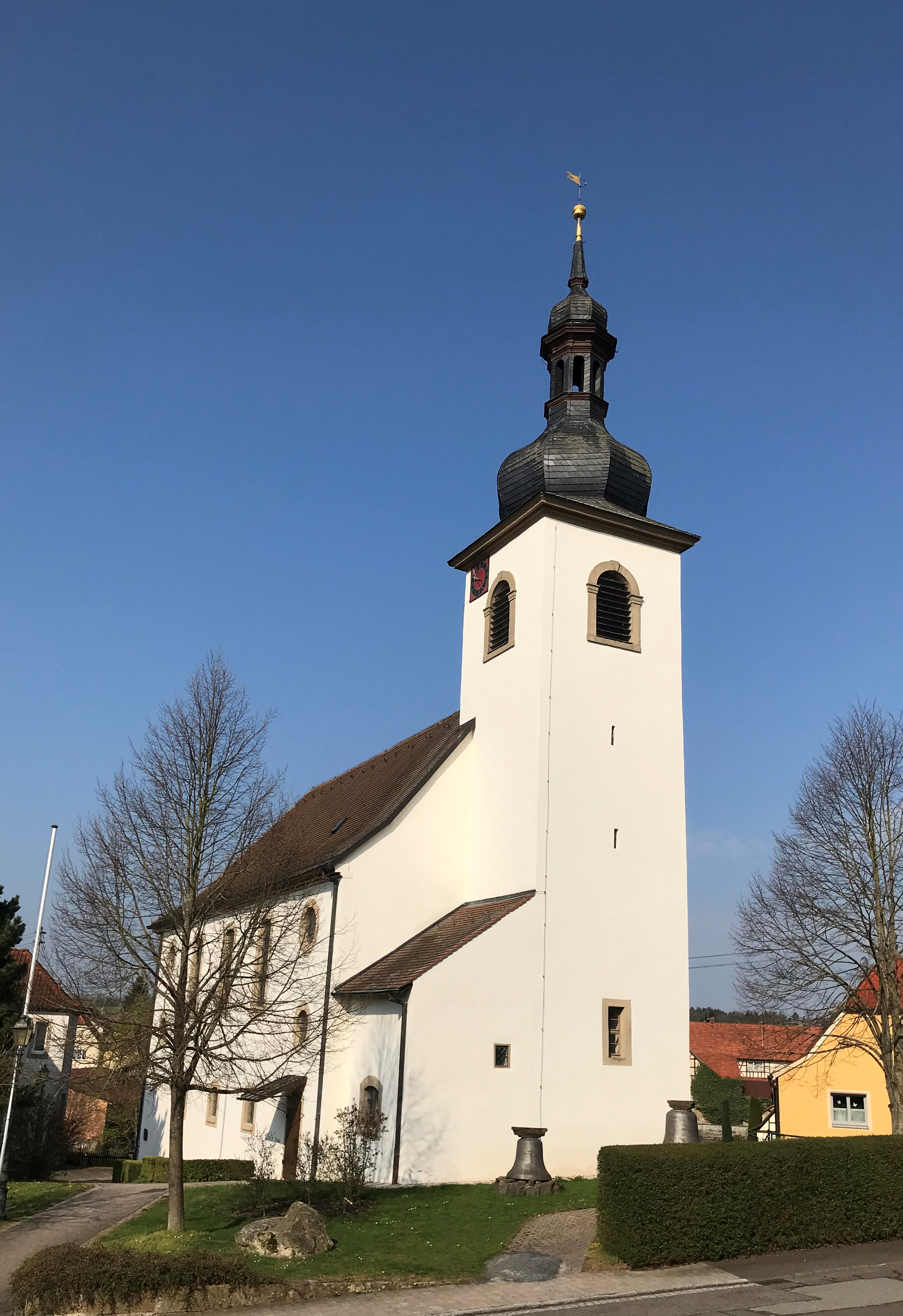
Evangelische Kirche St. Peter in Ermershausen

Die evangelische Pfarrkirche St. Peter ist ein denkmalgeschütztes Kirchengebäude, das in Ermershausen steht, einem Markt im unterfränkischen Landkreis Haßberge (Bayern). Der Kirchturm ist im Untergeschoss wohl mittelalterlich und wurde 1730 umgebaut. Die Kirchengemeinde gehört zur Pfarrei Ermershausen des Dekanats Rügheim im Kirchenkreis Bayreuth der Evangelisch-Lutherischen Kirche in Bayern.

## Baugeschichte
Papst Gregor III. rühmte im Jahr 739 Bonifatius (alias Winfried) und seine Gehilfen dafür, das östliche Frankenland, in dem Ermershausen damals lag, bekehrt und christianisiert zu haben. Im Jahre 1232 wurde eine hölzerne Kapelle in Ermershausen erwähnt, die als Filialkirche zur Urpfarrei Pfarrweisach gehörte. Anfang des 14. Jahrhunderts wurde Ermershausen zur eigenständigen Sendpfarrei erhoben. Etwa zu dieser Zeit wurde die hölzerne Kapelle durch einen steinernen Kirchenbau ersetzt. Der untere Teil des Kirchturmes wird in diese Zeit datiert.
Die Reformation wurde in Ermershausen 1588 eingeführt und der Pfarrer durch Lehnsmann Georg Ludwig von Hutten zu Birkenfeld ausgetauscht. Im Verlauf des Dreißigjährigen Krieges ließ der Würzburger Bischof  1631 den Pfarrer Nikolaus Dimpel durch die Cent in Ebern gefangen nehmen und erpresste so die Wiedereinführung des katholischen Glaubens in Ermershausen. Doch schon 1632 wurde die Region von Truppen des schwedischen Königs Gustav II. Adolf besetzt und der protestantische Glaube wiederhergestellt. Die Kirche und das Pfarrhauses wurden im Jahr 1640 zerstört. Erst 1681 konnte die Reparatur des Gotteshauses abgeschlossen werden.
Der Kirchturm wurde im Jahre 1730 umgebaut sowie aufgestockt und erhielt seine aktuelle Form mit einer Höhe von 33 Metern. Unter Pfarrer Christoph Freund begann im Jahre 1744 der komplette Abbruch der Kirche (mit Ausnahme des Turms) und der Neubau des heutigen Bauwerks. Der 28. Oktober 1745 war der Einweihungstag des neuen nach St. Peter benannten Gotteshauses. Eine neue Orgel wurde 1745 durch den Orgelbauer Johann Rudolph Voit aus Schweinfurt aufgestellt und 1752 eine Uhr in den Kirchturm durch den Uhrmacher Johann Hofmann aus Dörflis. Es dauerte bis 1795 ehe die Schulden für die umfangreichen Bauarbeiten getilgt waren.
Der Gottesacker im Kirchhof vor der Kirche wurde 1822 aufgegeben und ein neuer Friedhof angelegt. 1860 wurde ein neugebautes Pfarrhaus bezogen, nachdem das alte etwa 200-jährige Gebäude abgebrochen werden musste. Der Innenraum der Kirche wurde in den Jahren 1889 und 1910 neugestaltet, unter anderem mit der Erneuerung der alten Orgel durch den Nürnberger Orgelbauer Strebel. Weitere Investitionen waren 1973 eine neue Turmuhr und 1978 der Neubau von Pfarrhaus und Betsaal.

## Baubeschreibung
Die unteren Geschosse des Chorturms stammen aus dem Mittelalter. Sein später aufgestocktes oberstes Geschoss beherbergt die Turmuhr und den Glockenstuhl. Bedeckt wurde der Chorturm mit einer schiefergedeckten Welschen Haube. Das Langhaus wurde im Stil des Barocks, nach Süden versetzt, angebaut.
Der Innenraum hat an den Längsseiten doppelgeschossige Emporen. Die Orgel mit neun Registern befindet sich auf der Empore über dem Kanzelaltar.

### Glocken
Der Kirchturm hatte nach dem Umbau 1730 drei nebeneinanderliegende Glockenstühle. Heute sind es vier, je zwei neben- und übereinander.
Anfang 1942 läuteten folgende Glocken in Ermershausen:
| lfd. Nr. | Material & Maße               | Inschrift & Symbole | Bedeutung & Guss | Verbleib                            |
| -------- | ----------------------------- | --- | --- | ----------------------------------- |
| 1        | Bronze 450 kg h 75 cm ⌀ 90 cm | GOTT SEGNE UND BESCHUETZE ERMERSHAUSEN SUB REGIMINI LUDOVICI PRIMI BAVARIAE REGIS. JULIE FREIFRAU V. WOELLWARTH GEB. V. FITZGERALD. OLIM FUSA. A CH. HERDERD HILPERHAUS ANNO 1575 NUNC REFUSA A. G. KELLER BAMBERG 1829 JTERUM REFUSA A G PH JAEGER HERBIPOLENSI 1839. Gegossen von Gebrüder Ulrich zu Apolda u Laucha 1858. - Kruzifix und Corpus Christi - | Gott segne und beschütze Ermershausen! Unter der Regentschaft von König Ludwig I. von Bayern. (1825–1848) Friederike Juliana Marianna (gen. Julie) von Woellwarth, geb. Fitzgerald (1768–1840) zu Birkenfeld (vermutlich Stifterin einer der Umgüsse) Einst gegossen von Christoph Heyder, Hildburghausen 1575 Nun umgegossen von Georg Michael Keller, Bamberg 1829 Abermals umgegossen von G. Ph. Jäger, Würzburg 1839 Gegossen von Gebrüder Ulrich zu Apolda und Laucha 1858 | Kirchturm Ermershausen              |
| 2        | Bronze 210 kg h 55 cm ⌀ 70 cm | Goss mich Joh. Andr. Mayer in Koburg 1751 Ich rufe ins Gotteshaus, von dem bleib niemand aus Johann Philipp Friedrich von Hutten - Wappen der von Hutten - | Johann Andreas Mayer, Coburg 1751 | Nach Zwangsabgabe 1942 verschollen. |
| 3        | Bronze 58 kg h 45 cm ⌀ 55 cm  | Gemeinde Ermershausen 1898 Gegossen von S. P. Lotter in Bamberg Nr. 724 | Johann Paul Lotter, Bamberg 1898 | Nach Zwangsabgabe 1942 verschollen. |

Bronze war in Kriegszeiten ein wichtiger und knapper Rohstoff. Nachdem im Ersten Weltkrieg die Ermershäuser Glocken noch vor dem Einschmelzen gerettet werden konnten, so mussten die beiden kleineren Glocken am 24. Februar 1942 zwangsweise als sogenannte Metallspende an die nationalsozialistischen Machthaber abgegeben werden. Die Abgabe auch der dritten und größten Glocke konnte nur durch den Einsatz verschiedener Ermershäuser Bürger verhindert werden. Viele der im Zweiten Weltkrieg gesammelten Glocken wurden letztlich nicht eingeschmolzen und fanden sich danach auf sogenannten Glockenfriedhöfen wieder. Die beiden Ermershäuser Glocken blieben jedoch verschollen.
Als Ersatz wurden 1949 drei neue Glocken angeschafft, aus Kostengründen Stahlglocken.
| lfd. Nr. | Material & Maße               | Schlag-ton | Inschrift & Symbole               | Inschrift & Symbole                                                    | Bedeutung & Guss                               | Verbleib |
| -------- | ----------------------------- | ---------- | --------------------------------- | ---------------------------------------------------------------------- | ---------------------------------------------- | --- |
| 4        | Stahl 880 kg                  | fis        | Joch                              | ERMERSHAUSEN O LAND, LAND, LAND HÖRE DES HERRN WORT 1978               | aus Jeremia 22:29                              | Auf der Wiese östl. des Kirchturms aufgestellt.                                                                                         |
| 4        | Stahl 880 kg                  | fis        | Flanke                            | J. F. WEULE BOCKENEM AM HARZ 1949                                      | Johann Friedrich Weule Bockenem 1949           | Auf der Wiese östl. des Kirchturms aufgestellt.                                                                                         |
| 1        | Bronze 450 kg h 75 cm ⌀ 90 cm |            |                                   | siehe oben                                                             | siehe oben                                     | Kirchturm Ermershausen |
| 5        | Stahl 380 kg                  | h          | Joch                              | ERMERSHAUSEN „ICH RUFE INS GOTTESHAUS, VON DEM BLEIB NIEMAND AUS“ 1949 | Anlehnung an Glocke Nr. 2                      | Auf der Wiese östl. des Kirchturms aufgestellt.                                                                                         |
| 5        | Stahl 380 kg                  | h          | Flanke                            | J. F. WEULE BOCKENEM A. HARZ 1949                                      | Johann Friedrich Weule Bockenem 1949           | Auf der Wiese östl. des Kirchturms aufgestellt.                                                                                         |
| 6        | Stahl 275 kg                  |            | Joch                              | ehemals: Eine feste Burg ist unser Gott jetzt: 1994                    | Jahr der Wiedererlangung der Selbstständigkeit | Die sog. „Freiheitsglocke“ steht auf einem Sockel vor dem Kriegerdenkmal und erinnert an die Geschehnisse um die Gemeindegebietsreform. |
| 6        | Stahl 275 kg                  | Flanke     | J. F. Weule BOCKENEM AM HARZ 1949 | Johann Friedrich Weule Bockenem 1949                                   |                                                | Die sog. „Freiheitsglocke“ steht auf einem Sockel vor dem Kriegerdenkmal und erinnert an die Geschehnisse um die Gemeindegebietsreform. |

1978 wurden drei neue Bronzeglocken beschafft und damit die drei Stahlglocken von 1949 ersetzt.
| lfd. Nr. | Material & Maße               | Schlagton                   | Inschrift & Symbole                                                                     | Bedeutung & Guss                                | Name bzw. Funktion                                |
| -------- | ----------------------------- | --------------------------- | --------------------------------------------------------------------------------------- | ----------------------------------------------- | ------------------------------------------------- |
| 7        | Bronze 775 kg ⌀ 112 cm        | fis'                        | Der Herr ist nahe allen, die ihn anrufen - betende Hände - - Alpha & Omega -            | Psalm 145:18                                    | Betglocke                                         |
| 7        | Bronze 775 kg ⌀ 112 cm        | fis'                        | Der Herr ist nahe allen, die ihn anrufen - betende Hände - - Alpha & Omega -            | Glockengießerei Bachert Bad Friedrichshall 1978 | Betglocke                                         |
| 1        | Bronze 450 kg h 75 cm ⌀ 90 cm | a' (nach Tonkorrektur 1978) | siehe oben                                                                              | siehe oben                                      | Stundenschlagglocke Gedächtnisglocke Elfuhrglocke |
| 8        | Bronze 325 kg ⌀ 84 cm         | h'                          | Ein feste Burg ist unser Gott - Lutherrose -                                            | Anlehnung an Glocke Nr. 6                       | Abendmahlglocke                                   |
| 8        | Bronze 325 kg ⌀ 84 cm         | h'                          | Ein feste Burg ist unser Gott - Lutherrose -                                            | Glockengießerei Bachert Bad Friedrichshall 1978 | Abendmahlglocke                                   |
| 9        | Bronze 230 kg ⌀ 75 cm         | d''                         | Ihr seid alle Gottes Kinder durch den Glauben an Christum Jesum - Kreuz auf Weltkugel - | Galater 3:26                                    | Taufglocke                                        |
| 9        | Bronze 230 kg ⌀ 75 cm         | d''                         | Ihr seid alle Gottes Kinder durch den Glauben an Christum Jesum - Kreuz auf Weltkugel - | Glockengießerei Bachert Bad Friedrichshall 1978 | Taufglocke                                        |

## Pfarrer
In Ermershausen praktizierten folgende Pfarrern:
| Pfarrer                                          | Amtszeit            |
| Vor der Reformation                              | Vor der Reformation |
| ------------------------------------------------ | ------------------- |
| Cyriacus Winwinckel                              | vor 1504            |
| Georg Molitor                                    | 1504–1506           |
| Eucharius Ewe                                    | 1506–1523           |
| Georg Sieder                                     | 1523–1533           |
| Johann Winter                                    | 1536 –              |
| Nach der Reformation                             |                     |
| (Gastpfarrer) Wittin                             | 1588–1589           |
| Georg Ernst Groß                                 | 1609                |
| Michael Waltz                                    |                     |
| Nikolaus Dimpel                                  | - 1631              |
| Friedrich Arnold                                 | 1632–1638           |
| Johannes Müller                                  | 1648–1662           |
| Johann Christoph Schöller                        | 1662–1666           |
| Veit Höllein                                     | 1666–1674           |
| Johann Zachäus Schell                            | 1674–1677           |
| Nikolaus Frank                                   | 1678–1687           |
| Johannes Leube                                   | 1688–1694           |
| Georg Peter Reinmann                             | 1694–1709           |
| Erhard Andreas Frommann                          | 1709–1718           |
| Johann Georg Erck                                | 1718–1722           |
| Christoph Freund                                 | 1722–1759           |
| Johann Jakob Mildenberger                        | 1760–1776           |
| Johannes Fritz                                   | 1777–1812           |
| Johann Georg Seitz                               | 1815–1835           |
| Friedrich Magnus Haffner                         | 1836–1851           |
| Friedrich Karl Thomas                            | 1851–1861           |
| Gustav Adolf Sondermann                          | 1861–1865           |
| Johann August Ludwig Lucas                       | 1866–1870           |
| Christian K. B. Friedrich Horn                   | 1870–1878           |
| Friedrich Wilhelm T. Schneider                   | 1878–1885           |
| Richard Heinrich Hess                            | 1886–1891           |
| Friedrich Hebart                                 | 1891–1896           |
| Dr. Franz Christoph Preger                       | 1896–1902           |
| Wilhelm Adam Dietzfelbinger                      | 1903–1908           |
| Karl Ernst Plesch                                | 1909–1925           |
| Hermann W. J. A. Erhard                          | 1926–1938           |
| Friedrich Fauser                                 | 1939–1949           |
| Armin Friederich                                 | 1950–1955           |
| Karl Schrems                                     | 1956–1974           |
| Lukas Keul                                       | 1975–1980           |
| Reinhard Hansen                                  | 1982–1985           |
| Erna Meiser & Martin Meiser                      | 1985–1991           |
| Bettina von Freymann & Andreas Kopp-von Freymann | 1991–2005           |
| Stephan Aupperle                                 | 2005–2015           |
| Christina Lungfiel & Jan Lungfiel                | 2017 – heute        |

## Kirchengemeinde
In Ermershausen sind etwa 80 % der Einwohner evangelisch-lutherisch und ca. 15 % römisch-katholisch (Stand 2011).
Heute (Stand 2024) umfasst das Pfarramt Ermershausen die beiden Kirchengemeinden Ermershausen und Birkenfeld mit Dippach und gehört zum Dekanat Rügheim. Gottesdienste finden in den Kirchen St. Peter Ermershausen und St. Erhard Birkenfeld statt und werden musikalisch neben dem Orgelspiel vom Posaunenchor und dem liturgische Chor mitgestaltet.